# FC Marlène

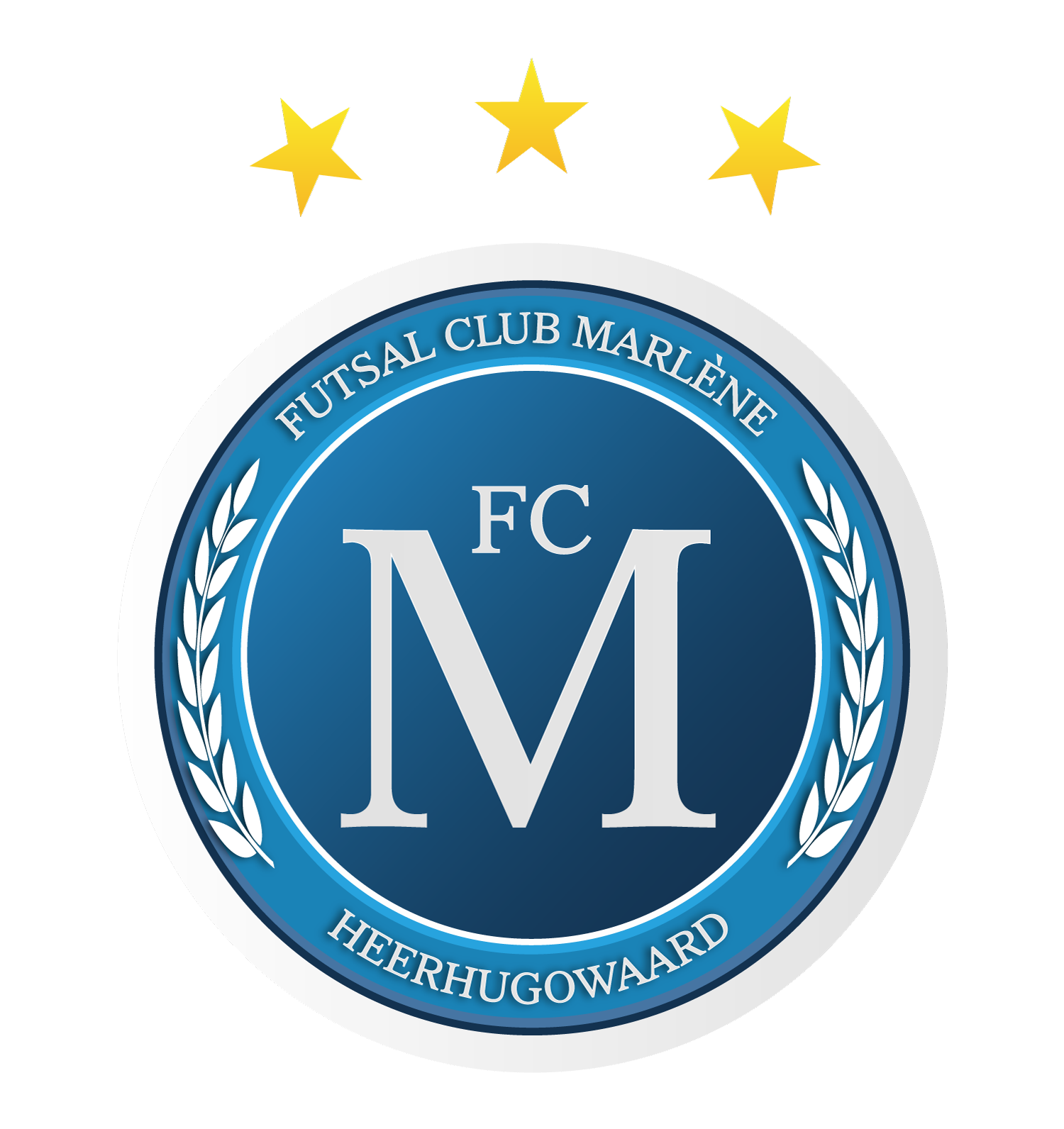
Logo van FC Marlène

FC Marlène is een zaalvoetbalvereniging uit Heerhugowaard, opgericht op 17 mei 1973 en de thuiswedstrijden worden in sporthal de Waardergolf gespeeld. De clubnaam is een backroniem, het staat officieel voor "Futsal Club Met Als Resultaat Leden Èn Nieuw Elan", maar is eigenlijk vernoemd naar de dancing van oprichter Jaap Molenaar.
In het seizoen 2023/24 spelen het eerste mannen- en vrouwenteam beide op het hoogste niveau, respectievelijk in de Eredivisie en Eredivisie Vrouwen Zaalvoetbal, het tweede mannenteam komt op het tweede niveau uit in de Eerste divisie.

## Teams

### Eerste mannenteam
Dit team brak rond de eeuwwisseling door met kampioenschappen en promoties in 1997/98 (3e klasse), 1998/99 (2e klasse) en 2001/02 (1e divisie A) en vierde in 2004 het eerste landskampioenschap en won in dat jaar bovendien de KNVB Beker.
In het seizoen 2009/10 was oud-profvoetballer Kenneth Goudmijn trainer.

#### Erelijst
Landskampioen in 2003/04, 2005/06 en 2008/09
KNVB Beker in 2003/04, 2004/05, 2005/06, 2006/07, 2008/09, 2010/11 en 2016/17
Supercup in 2004/05, 2005/06, 2007/08, 2009/2010 en 2015/2017
Beneluxcup in 2010/11

#### In Europa
| Seizoen | Competitie      | Ronde       | Land              | Club                        | Score |
| ------- | --------------- | ----------- | ----------------- | --------------------------- | ----- |
| 2009/10 | UEFA Futsal Cup | Poulefase   | Vlag van Roemenië | FC CIP Deva                 | 3-0   |
|         |                 |             | Vlag van Georgië  | Iberia 2003 Tbilisi         | 0-2   |
|         |                 |             | Vlag van Armenië  | Erebuni                     | 9-0   |
|         |                 | Poulefase 2 | Vlag van Portugal | Benfica                     | 0-4   |
|         |                 |             | Vlag van Rusland  | MFK Viz-Sinara Ekaterinburg | 0-9   |
|         |                 |             | Vlag van Kroatië  | MNK Potpican 98             | 1-2   |

### Eerste vrouwenteam
Sinds 2020/21 speelt dit team op het hoogste niveau in de Eredivisie Vrouwen Zaalvoetbal waar het de plaats in nam van VV Reiger Boys nadat de vrouwen zaalvoetbalteams van deze vereniging zich bij FC Marlène aansloten.

#### Erelijst
- Landskampioen in 2023/24
- KNVB Beker in 2023/24
- Supercup in 2025/26